# Pétion-Ville
Pétion-Ville, o Petyonvil en crioll, és una comuna d'Haití. És un suburbi de Port-au-Prince, situat als turons orientals i separat de la ciutat pels turons septentrionals del massís de la Selle.

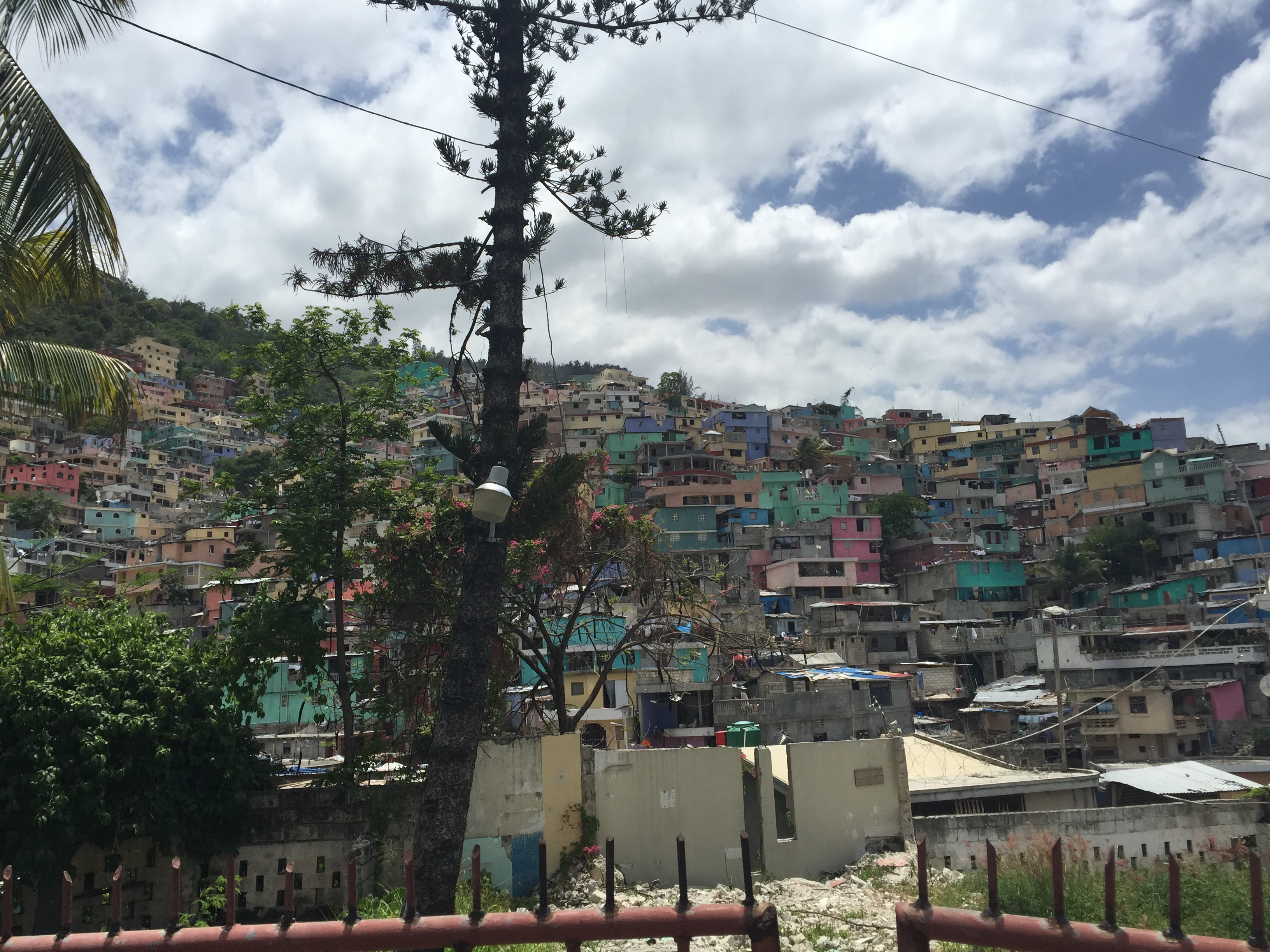
Pétion-Ville.

Va ser fundada el 1831 pel president Jean-Pierre Boyer, i va rebre el nom d'Alexandre Sabès Pétion (1770–1818), el general i president haitià reconegut posteriorment com un dels quatre pares fundadors del país. El districte és principalment una zona turística i residencial. Tenia una població de 283.052 habitants al cens del 2003, tot i que oficialment s'havia calculat que havia arribat als 376.834 el 2015. Molts diplomàtics, empresaris estrangers i ciutadans rics fan negocis i resideixen a Pétion-Ville.
Malgrat la distància de la capital i la riquesa general del districte, la manca d’aplicació administrativa ha provocat la formació de barris marginals a les vores exteriors del districte, ja que la gent local sense recursos migra cap al nord i s’hi han establert a la recerca d’oportunitats laborals.

## Terratrèmol de 2010
El 12 de gener de 2010, cap a les 16:53 hores, un terratrèmol de magnitud 7,0 va assolar diverses regions de l’illa d’Haití, inclosa Pétion-Ville. El terratrèmol va destruir molts edificis de Port-au-Prince i un gran nombre de cases de la regió, inclosos el famós Hotel Montana i diversos hospitals.
El camp de golf del Pétion-Ville Club va ser transformat en un camp de tendes per l'exèrcit dels Estats Units, el qual va arribar a acollir entre 50.000 i 80.000 persones. Després del terratrèmol, les persones sense llar també es van refugiar en molts llocs públics de la comuna com la Plaça Boyer i la Plaça Saint-Pierre. A més, el club de golf es va transformar en un centre quirúrgic.
El febrer de 2010, l’organització humanitària IsraAid amb seu a Israel va obrir un centre d’educació infantil al poble de tendes de Pétion-Ville, en col·laboració amb altres organitzacions, com l’Opération Blessing. Aquest centre es va instal·lar inicialment a les tendes de l’hospital de campanya de l'exèrcit israelià.
Le Muncheez, un restaurant de temàtica americana a Pétion-Ville, va ser transformat pels propietaris en menjador social per a la comunitat. Servien aproximadament 1.000 àpats gratuïts al dia. Abans del terratrèmol, la cadena de restaurants era un lloc on pocs s'hi podien permetre menjar, ja que la gran majoria de la població viu amb ingressos massa baixos. Després del terratrèmol, els propietaris es van adonar que els aliments emmagatzemats als tres restaurants es farien malbé abans de poder reobrir i van decidir donar-ho tot. Els propietaris distribuïen polseres blaves per Pétion-Ville, una polsera per menjar. També van destinar els 105 empleats a cuinar.
L’hotel Montana va ajudar distribuint allò que va poder recuperar als congeladors. Després del combustible, l’oli de cuina i els aliments van començar a esgotar-se. L'USAID (United States Agency for International Development) va lliurar combustible, oli i aliments per cuinar, i World Vision va proporcionar bulgur i llenties. L'electricitat es va restablir a algunes zones a principis de febrer.
A més, hi ha hagut una sèrie d’evolucions a la regió. The Irish Village és un dels llocs desenvolupats a posteriori més coneguts de la ciutat. Aquest pub és freqüentat per molts membres benestants de la població haitiana, inclosos membres del govern.